# Palilalia
La palilalia (del griego πάλι, páli - ‘otra vez’ y λαλώ, laló  “habla”) es un trastorno del lenguaje hablado que consiste en la repetición espontánea e involuntaria de sílabas, palabras o frases. Se trata de un tic complejo, como la ecolalia y la coprolalia. Todos estos trastornos pueden ser síntomas de síndrome de Tourette, enfermedad de Parkinson, Alzheimer o autismo.
Como sinónimo de palilalia se usa palifrasia.